# Stazione di Roccapietra
La stazione di Roccapietra era una fermata ferroviaria della linea Novara–Varallo a servizio dell'omonima frazione di Varallo.

## Storia
La stazione entrò in funzione il 12 aprile 1886, in concomitanza all'attivazione del tronco Borgosesia-Varallo.
A seguito della statizzazione delle ferrovie, tra il 1905 e il 1906, la linea originariamente gestita dalla Società per le Strade Ferrate del Mediterraneo venne incorporata nella rete statale e l'esercizio degli impianti fu assunto dalle Ferrovie dello Stato.
L'8 giugno 1908 nella stazione avvenne un grave incidente ferroviario: un treno merci tamponò un treno viaggiatori fermo per guasto alla locomotiva.
Dal 2000 la gestione dell'intera linea, e con essa quella della fermata di Roccapietra, passò in carico a Rete Ferroviaria Italiana la quale ai fini commerciali classifica l'impianto nella categoria "Bronze".
Nel 2003 la fermata venne dismessa a causa della perdita di utenza.

## Strutture e impianti
La fermata è dotata del solo binario di corsa servito da una banchina.
La stazione dispone di un fabbricato viaggiatori sviluppato su due piani. L'edificio, a pianta rettangolare, era già  completamente chiuso all'utenza negli anni immediatamente precedenti la dismissione dell'impianto. Il primo terra ospitava i servizi ai viaggiatori quali sala d'attesa e biglietteria; il primo era adibito ad appartamento per il capostazione.
Accanto al FV è collocato un edificio di dimensioni minori, sviluppato su un solo piano, che ospitava i servizi igienici.

## Movimento
La stazione era servita dai treni regionali di Trenitalia, in base al contratto stipulato con Regione Piemonte, fino al 2003, anno in cui venne dismessa.